# Suvaja, Blace
Suvaja (izvirno srbsko Суваја) je naselje v Srbiji, ki upravno spada pod Občino Blace; slednja pa je del Topliškega upravnega okraja.

## Demografija
V naselju živi 71 polnoletnih prebivalcev, pri čemer je njihova povprečna starost 45,9 let (43,8 pri moških in 47,8 pri ženskah). Naselje ima 33 gospodinjstev, pri čemer je povprečno število članov na gospodinjstvo 2,70.
To naselje je popolnoma srbsko (glede na rezultate popisa iz leta 2002), a v času zadnjih 3 popisov je opazen porast števila prebivalcev.
|  |

| Demografija | Demografija     | Demografija     |
| Leto        | Št. prebivalcev | Št. prebivalcev |
| ----------- | --------------- | --------------- |
|             |                 |                 |
|             |                 |                 |
|             |                 |                 |
|             |                 |                 |
| 1948        | 274             |                 |
| 1953        | 268             |                 |
| 1961        | 210             |                 |
| 1971        | 167             |                 |
| 1981        | 115             |                 |
| 1991        | 87              | 87              |
| 2002        | 89              | 89              |
|             |                 |                 |

| Etnična sestava po popisu iz leta 2002 | Etnična sestava po popisu iz leta 2002 | Etnična sestava po popisu iz leta 2002 | Etnična sestava po popisu iz leta 2002 | Etnična sestava po popisu iz leta 2002 |
| -------------------------------------- | -------------------------------------- | -------------------------------------- | -------------------------------------- | -------------------------------------- |
| Srbi                                   | Srbi                                   |                                        | 89                                     | 100,0%                                 |
| Neznano                                | Neznano                                |                                        | 0                                      | 0,0%                                   |